# Schiltach (Fluss)
Die Schiltach ist ein Fluss im mittleren Schwarzwald, der nach etwa 30 Kilometer langem Lauf ungefähr nach Norden in der Stadt Schiltach von links in die Kinzig mündet.

## Name
Das Gewässer wird 1330 („in der Schiltach“) schriftlich erwähnt. Der Name ist ein Kompositum mit dem althochdeutschen Grundwort aha „Fließgewässer“ und dem Wort skilt „(Horn-)Schild, Scheibe“.
Zwischen der Ortschaft Tennenbronn und der Stadt Schramberg fließt die Schiltach durch das schluchtartige Bernecktal und wird in diesem Abschnitt bis zur Einmündung des Lauterbachs auch Berneck genannt. Dieser Name stammt von der oberhalb des Tales stehenden Burgruine Berneck.

## Geographie

### Verlauf
Sie entspringt auf der südlichen Gemarkung von  Langenschiltach, einem kleinen Ort in der Nähe von St. Georgen, fließt dann zwischen der Ortschaft Tennenbronn und der Stadt Schramberg durch das schluchtartige Bernecktal, wo der Fluss selbst auch Berneck genannt wird.
Nach Schramberg fließt der Fluss durch die bäuerliche Streusiedlung Lehengericht und erreicht nach 29 Kilometern in der Stadtmitte von Schiltach seine Mündung in die Kinzig.

### Zuflüsse
Aufgeführt von der Quelle zur Mündung der Schiltach. Längen nach LUBW-FG10.
Quelle der Schiltach auf der Langenschiltacher Gemarkung von St. Georgen im Schwarzwald dicht an deren Südwestgrenze beim Oberhof.
- Schmelzebach, von links in Langenschiltach-Schmelze, 1,0 km.
- Erlenmoosbächle, von links bei Schmelze, 0,9 km.
- Schachenbronnerbach, von links in Langenschiltach-Im Tal, 2,4 km.

Wechselt über auf die Gemarkung von Schramberg-Tennenbronn.
- Föhrenbach, von rechts östlich von Im Tal, 2,9 km.
- Schwarzenbach, von links bei Tennenbronn-Schwarzbach, 1,9 km.
- (Zufluss), von rechts am Käshof, 1,0 km.
- (Zufluss), von rechts am Ortsanfang von Tennenbronn-Bruck, 0,9 km.
- Dobelbächle, von links in Tennenbronn-Bruck, 1,4 km.
- Gersbach, von links am Ortsanfang von Tennenbronn, 2,4 km.
- Eichbach, von links in Tennenbronn, 3,2 km.
- Remsbach, von links am Ortsende von Tennenbronn, 1,9 km.
- Unterschiltach, von rechts bei Tennenbronn-Schliefebühl, 3,7 km.
- Schleifenbach, von rechts bei Tennenbronn-Ramstein, 1,2 km.
- (Zufluss), von links unter der Ruine Berneck bei Schramberg-Ramstein, 1,0 km.
- (Bach aus dem Marxenloch), von links bei Schramberg-Falkenstein, 1,8 km.
- Kirnbach, von rechts in Schramberg, 3,8 km.
- Lauterbach, von links in Schramberg, 7,7 km.
- Göttelbach, von rechts in Schramberg, 2,6 km.
- Wolfsbächle, von links in Schramberg-Tierstein, 1,0 km.
- Schilteckbächle, von links in Tierstein, 1,0 km.
- Eselbach, von rechts an der Schramberger Kläranlage,  1,7 km.

Wechselt über auf die Gemarkung von Schiltach-Lehengericht.
- Finsterbach, von links vor Lehengericht-Hinterhof, 1,3 km.
- Laichbächle, von links gegenüber dem Hinterhof, 1,3 km.
- (Bach aus dem Reitzenwald), von rechts am Hinterhof, 0,7 km.
- Kienbächle, von links gegenüber Lehengericht-Auf dem Grün, 1,3 km.
- Kienbach, von links bei Lehengericht-Deisenbauernhof, 3,7 km.
- Hinterer Erdlinsbach, von rechts bei Lehengericht-Welschdorf, 2,9 km.
- Burbach, von rechts bei Lehengericht-Auf dem Hof, 0,8 km.
- Hunselbach, von links bei Lehengericht-Vor Hunsel, 1,4 km.
- Baumbächle, von rechts bei Lehengericht-Vor Bornbach (!), 2,1 km.
- Reichenbächle, von links bei Lehengericht-Vor Reichenbächle, 3,6 km.
- Ebersbächle, von links schon in Schiltach selbst, 1,3 km.

Mündung der Schiltach nach einem Lauf von 29,504 km in Schiltach zwischen einer diese querenden Straßenbrücke und einem Wehr von links und Süden in die Kinzig.

### Orte
Orte am Lauf zusammen mit ihren Zugehörigkeiten. Auswahl.
Schwarzwald-Baar-Kreis
- Stadt St. Georgen im Schwarzwald
  - Langenschiltach (Stadtteil, vorwiegend links)

Landkreis Rottweil
- Stadt Schramberg
  - Tennenbronn (Dorf im gleichnamigen Stadtteil, links)
- Gemeinde Hardt
  - (kurz rechter Anlieger, ohne Besiedlung am Lauf)
- Stadt Schramberg
  - Schramberg (zentraler Stadtteil)
- Stadt Schiltach
  - Lehengericht (Stadtteil)
  - Schiltach (zentraler Stadtteil)

## Wasserführung
Der mittlere Wasserstand (1993–2003) am Pegel Hinter-Lehengericht liegt bei 0,34 m, der mittlere Abflusswert bei 2,31 m³/s.

## Bedeutung als Verkehrsweg
Die Schiltach diente bis zum Ende des 19. Jahrhunderts der Flößerei als Transportweg.
Die 1892 eröffnete Bahnstrecke Schiltach–Schramberg entlang des Schiltachtales wurde 1989 stillgelegt und 1992 bis auf wenige Relikte abgebaut.

## Sehenswürdigkeiten und Bauwerke
- Burgruine Falkenstein, Schramberg
- Festungsruine Hohenschramberg
- Burgruine Schilteck, Schramberg
- Fachwerk-Altstadt von Schiltach

## Kulturelles
Eine gewisse Berühmtheit hat der Fluss durch die „Da-Bach-na-Fahrt“ (Den-Bach-hinunter-Fahrt) erlangt. Jedes Jahr am Rosenmontag fahren in Schramberg 40 Mannschaften mit selbstgebauten Wassergefährten (Zubern) und verschiedenen Mottothemen auf dem Fluss.